# FAM Minerals & Mining
Die FAM Minerals & Mining GmbH ist ein deutsches Unternehmen mit Hauptsitz in Magdeburg, das fördertechnische Systeme fertigt. Zum Produktprogramm der FAM gehören Anlagen für die Gewinnung, Förderung, Lagerung, Zerkleinerung, Homogenisierung und Verladung von Mineralien, Rohstoffen und Gütern sowie ein Sortiment von Großgeräten und Einzelmaschinen, wie Schaufelradbagger, Schiffsbelader und Brecher für Tagebaue und Kraftwerke, die Metallurgie, Zementindustrie, Baustoffindustrie, Chemie- und Düngemittelindustrie sowie den Hafenumschlag.

## Geschichte
In den 1830er Jahren setzte in Magdeburg die industrielle Entwicklung ein. 1838 gründete die Magdeburger Dampfschiffahrts-Compagnie die Maschinenfabrik Buckau und baute in Magdeburg an der Elbe zunächst Dampfmaschinen für die eigenen Schiffe. Ein großer Holzbau, die Alte Bude, beherbergte die erste Werkstatt. Als Tochterunternehmen gründete der Ingenieur Rudolf Wolf 1862 in Magdeburg-Buckau die Lokomobilfabrik R.Wolf, später bekannt als Buckau Wolf AG, die 1906 den ersten Doppeltorbagger für die Kohleförderung baute.
Mit Beginn des 20. Jahrhunderts wuchsen die Industriegebiete der Stadt Magdeburg weiter. Die Maschinenfabrik Georg Becker & Co. siedelte sich in Magdeburg-Sudenburg an, dem Hauptsitz der FAM. Nach dem Zweiten Weltkrieg wurden die Maschinenfabrik Buckau R. Wolf und Georg Becker & Co. verstaatlicht und als GDW-Buckau und Förderanlagen Magdeburg, abgekürzt FAM, fortgeführt. 1959 wurde der im Magdeburger Industriehafen bestehende VEB Schwermaschinenbau 7. Oktober, die ehemalige Maschinenfabrik A. W. Mackensen mit den Sudenburger Standorten zum FAM Förderanlagen 7. Oktober Magdeburg fusioniert.
Mit der deutschen Wiedervereinigung erlebte der Maschinenbau in Magdeburg einen Strukturwandel. FAM Förderanlagen Magdeburg wurde 1993 privatisiert. Die Firma GDW-Buckau wurde 1994 privatisiert und 1996 mit FAM verschmolzen. 1997 gründete FAM als weitere Tochter die FAM Köthen GmbH und übernahm vom ehemaligen Unternehmen Förderanlagen- und Kranbau Köthen das Know-how für Tagebau-Absetzer und Bandwagen. Damit komplettierte FAM sein Produktprogramm für Schüttgutumschlag und -aufbereitung mit dem Geschäftsfeld Tagebaufördertechnik.
Beim Amtsgericht Magdeburg ging am 23. Februar 2022 ein Antrag auf Eröffnung eines Insolvenzverfahrens in Eigenverwaltung der FAM ein.
Seit Mai 2022 gehört FAM Minerals & Mining zur BEUMER Group, einem globalen Hersteller von Intralogistiksystemen.